# Marcus Smaller
Marcus Smaller (* in Wien, eigentlich Markus Pöttschacher) ist ein österreichischer Musiker und Songwriter.

## Leben
Seit 2000 ist Smaller Bandleader der Punk-Rockband 3 Feet Smaller, mit der er über 700 Konzerte in Österreich, Deutschland und der Schweiz spielte. 2006 veröffentlichte er sein erstes Soloalbum, die Akustik-Platte Into the Unknown, unter dem Projektnamen Alone & Acoustic. Danach erschienen zwei Soloalben unter Marcus Smallers eigenem Namen. Sein 2014 erschienenes Album Finally Home stand an der Spitze der ITunes-Charts.
Sein Repertoire umfasst Pop über Rock bis hin zum Punk. Seit 2016 ist er bei Sony Music unter Vertrag.
Ende 2016 kündigte er auf seiner Facebook-Seite an, sich im Jahr 2017 als Comedian unter seinem bürgerlichen Namen Markus Pöttschacher zu versuchen.[veraltet]
Der Ex-Sänger von 3 Feet Smaller feierte 2018 ein gemeinsames Comeback mit Koma (dem ehemaligen Sänger der 2009 aufgelösten Julia) und Stefan "Stoffl" Eckhard (bis 2015 Sänger von From Dawn To Fall) mit der neuen Band Last Band Standing. 
Vor zehn Jahren waren 3 Feet Smaller, Julia und From Dawn To Fall schon einmal gemeinsam auf Tour und das Motto von damals, Last Band Standing, taugte 2018 als Bandname wesentlich besser als die im ersten Moment eingeworfene Idee von Punkrock-A3.

## Awards
Bei der Amadeus-Verleihung 2012 wurde Smaller mit 3 Feet Smaller als Sieger der Kategorie "Alternative" geehrt.

## Privatleben
Markus Pöttschacher heiratete 2020.

## Studio-Alben
- 2006: Into the Unknown (als „Alone & Acoustic“, Pate Records)
- 2014: Finally Home (The Arcadia Agency)
- 2016: I, Marcus Smaller (Sony Music Entertainment)